# Efferia mortensoni
Efferia mortensoni är en tvåvingeart som beskrevs av Wilcox 1966. Efferia mortensoni ingår i släktet Efferia och familjen rovflugor. Inga underarter finns listade i Catalogue of Life.